# Мухаж (гміна)
Гміна Мухаж (пол. Gmina Mucharz) — сільська гміна у південній Польщі. Належить до Вадовицького повіту Малопольського воєводства.
Станом на 31 грудня 2011 у гміні проживало 3990 осіб.

## Площа
Згідно з даними за 2007 рік площа гміни становила 37.32 км², у тому числі:
- орні землі: 37.00%
- ліси: 41.00%

Таким чином, площа гміни становить 5.78% площі повіту.

## Населення
Станом на 31 грудня 2011:
| Опис     | Загалом | Загалом | Чоловіки | Чоловіки | Жінки | Жінки |
| -------- | ------- | ------- | -------- | -------- | ----- | ----- |
| одиниця  | осіб    | %       | осіб     | %        | осіб  | %     |
| все      | 3990    | 100     | 2003     | 50.20    | 1987  | 49.80 |
| міське   | 0       | 100     | 0        |          | 0     |       |
| сільське | 3990    | 100     | 2003     | 50.20    | 1987  | 49.80 |

## Сусідні гміни
Гміна Мухаж межує з такими гмінами: Вадовіце, Зембжице, Стришув.